# Orthosia songi
Orthosia songi là một loài bướm đêm trong họ Noctuidae.